# Tai Tuivasa
Tai Tuivasa (Sydney, 16 marzo 1993) è un pugile e artista marziale misto australiano.
Combatte nella categoria dei pesi massimi per l'organizzazione statunitense UFC. In precedenza ha militato nelle promozioni Australian Fighting Championship, dove è stato campione di categoria, e Gladiators Cage Fighting.

## Biografia
Nato a Sydney da madre aborigena e padre samoano, Tuivasa cresce nel sobborgo occidentale della città, Mount Druitt, giocando a rugby a 13 in gioventù. Nel 2010 entra nel giro professionistico ma poco dopo deve rinunciare alla carriera in tale settore a causa dello sviluppo della mania per il gioco d'azzardo. È sposato con la sorella del peso mediomassimo UFC Tyson Pedro, con cui conduce un podcast.
Vanta un record di 5-2 come pugile e di 0-1 come kickboxer.

## Caratteristiche tecniche
Con uno stile di combattimento e un fisico che ricordano il neozelandese Mark Hunt, con cui peraltro si allena, Tuivasa è un lottatore dalla mano pesante, che predilige gli scambi in piedi. Presenta una buona resistenza e ottime doti da incassatore, mentre risulta poco avvezzo nella lotta a terra.

## Carriera nelle arti marziali miste

### Ultimate Fighting Championship
Dopo aver raggiunto un record di cinque vittorie e nessuna sconfitta, nel novembre del 2016 firma un contratto con la UFC ma deve passare i mesi successivi lontano dall'ottagono a seguito di un infortunio al ginocchio.
Compie il suo debutto il 19 novembre 2017 con una vittoria per KO tecnico ai danni di Rashad Coulter a UFC Fight Night 121, che gli vale anche il bonus Performance of the Night. Torna a combattere quasi subito, l'11 febbraio 2018, sconfiggendo il francese Cyril Asker per KO tecnico al primo round. Malgrado due soli match all'attivo in UFC, il successo contro Asker gli vale l'ingresso nella top 15 mondiale della promozione.
Il 9 giugno seguente, a UFC 225, arriva ad affrontare un contendente di livello nell'ex campione dei pesi massimi Andrei Arlovski; l'incontro si svolge prevalentemente in piedi e dopo un inizio difficile l'australiano riuscirà ad avere la meglio per decisione unanime dei giudici di gara.
Il 2 dicembre subisce la prima sconfitta in carriera, peraltro nella natìa Australia, contro un altro ex campione dei pesi massimi UFC, il brasiliano Junior dos Santos, che lo batte per KO tecnico alla seconda ripresa.
A seguito di una striscia negativa di 3 sconfitte, l'australiano torna alla vittoria con un KO ai danni di Stefan Struve. Il 2021 è ricco di soddisfazioni per Tuivasa che si rilancia nella Top 15 di categoria, dopo le vittorie sempre per KO inflitte a Harry Hunsucker, all'ex giocatore di football Greg Hardy e al brasiliano Augusto Sakai. Dopo la vittoria ai danni di Derrick Lewis ad UFC 271, sale al terzo posto nella graduatoria dei pesi massimi UFC.

## Esultanza
Tuivasa è inoltre noto ai fan per celebrare ogni sua vittoria con uno shoey, rituale tipicamente australiano che consiste nel bere da una scarpa come festeggiamento o auspicio di buona fortuna.

## Risultati nelle arti marziali miste
| Risultato | Record | Avversario            | Metodo                                     | Evento                                  | Data              | Round | Tempo | Città                    | Note                                     |
| --------- | ------ | --------------------- | ------------------------------------------ | --------------------------------------- | ----------------- | ----- | ----- | ------------------------ | ---------------------------------------- |
| Sconfitta | 14-8   | Jairzinho Rozenstruik | Decisione (non unanime)                    | UFC 305                                 | 16 agosto 2024    | 3     | 5:00  | Perth, Australia         |                                          |
| Sconfitta | 14-7   | Marcin Tybura         | Sottomissione (rear-naked choke)           | UFC Fight Night: Tuivasa vs. Tybura     | 16 marzo 2024     | 1     | 4:08  | Las Vegas, Stati Uniti   |                                          |
| Sconfitta | 14-6   | Alexandr Volkov       | Sottomissione (Ezekiel choke)              | UFC 293                                 | 10 settembre 2023 | 2     | 4:37  | Sydney, Australia        |                                          |
| Sconfitta | 14-5   | Sergej Pavlovič       | KO (pugni)                                 | UFC Fight Night: Thompson vs. Holland   | 4 dicembre 2022   | 1     | 0:54  | Orlando, Florida         |                                          |
| Sconfitta | 14-4   | Ciryl Gane            | KO (pugni)                                 | UFC Fight Night: Gane vs. Tuivasa       | 3 settembre 2022  | 3     | 4:23  | Parigi, Francia          | Fight of the Night                       |
| Vittoria  | 14-3   | Derrick Lewis         | KO (gomitata)                              | UFC 271: Adesanya vs. Whittaker 2       | 12 febbraio 2022  | 2     | 1:40  | Houston, Stati Uniti     | Performance of the Night                 |
| Vittoria  | 13-3   | Augusto Sakai         | KO (pugni)                                 | UFC 269: Oliveira vs. Poirier           | 11 dicembre 2021  | 2     | 0:26  | Las Vegas, Stati Uniti   | Performance of the Night                 |
| Vittoria  | 12-3   | Greg Hardy            | KO (pugni)                                 | UFC 264: Poirier vs. McGregor 3         | 10 luglio 2021    | 1     | 1:07  | Las Vegas, Stati Uniti   | Performance of the Night                 |
| Vittoria  | 11-3   | Harry Hunsucker       | KO tecnico (pugni)                         | UFC on ESPN: Brunson vs. Holland        | 20 marzo 2021     | 1     | 0:49  | Las Vegas, Stati Uniti   |                                          |
| Vittoria  | 10-3   | Stefan Struve         | KO (pugni)                                 | UFC 254: Khabib vs. Gaethje             | 24 ottobre 2020   | 1     | 4:59  | Abu Dhabi, Emirati Arabi |                                          |
| Sconfitta | 9-3    | Sergey Spivak         | Sottomissione tecnica (arm-triangle choke) | UFC 243: Whittaker vs. Adesanya         | 6 ottobre 2019    | 2     | 3:14  | Melbourne, Australia     |                                          |
| Sconfitta | 9-2    | Blagoy Ivanov         | Decisione (unanime)                        | UFC 238: Cejudo vs. Moraes              | 8 giugno 2019     | 3     | 5:00  | Chicago, Stati Uniti     |                                          |
| Sconfitta | 9-1    | Junior dos Santos     | KO tecnico (pugni)                         | UFC Fight Night: dos Santos vs. Tuivasa | 2 dicembre 2018   | 2     | 2:30  | Adelaide, Australia      |                                          |
| Vittoria  | 9-0    | Andrei Arlovski       | Decisione (unanime)                        | UFC 225: Whittaker vs. Romero 2         | 9 giugno 2018     | 3     | 5:00  | Chicago, Stati Uniti     |                                          |
| Vittoria  | 8-0    | Cyril Asker           | KO tecnico (pugni e gomitate)              | UFC 221: Romero vs. Rockhold            | 11 febbraio 2018  | 1     | 2:18  | Perth, Australia         |                                          |
| Vittoria  | 7-0    | Rashad Coulter        | KO (ginocchiata in salto)                  | UFC Fight Night: Werdum vs. Tybura      | 19 novembre 2017  | 1     | 4:35  | Sydney, Australia        | Debutto in UFC, Performance of the Night |
| Vittoria  | 6-0    | James McSweeney       | KO tecnico (stop dall'angolo)              | Australian Fighting Championship 17     | 15 ottobre 2016   | 1     | 5:00  | Melbourne, Australia     | Difende il titolo dei pesi massimi AFC   |
| Vittoria  | 5-0    | Brandon Sololi        | KO (gomitata)                              | Australian Fighting Championship 16     | 18 giugno 2016    | 1     | 0:21  | Melbourne, Australia     | Vince il titolo dei pesi massimi AFC     |
| Vittoria  | 4-0    | Gul Pohatu            | KO tecnico (pugni)                         | Urban Fight Night 5                     | 12 dicembre 2015  | 1     | 0:44  | Liverpool, Australia     |                                          |
| Vittoria  | 3-0    | Erik Nosa             | KO tecnico (pugni)                         | Gladiators Cage Fighting: Gladiators 3  | 9 novembre 2012   | 1     | 0:28  | Sydney, Australia        |                                          |
| Vittoria  | 2-0    | Aaron Nieborak        | KO tecnico (pugni)                         | Gladiators Cage Fighting: Gladiators 2  | 31 agosto 2012    | 1     | N/A   | Sydney, Australia        |                                          |
| Vittoria  | 1-0    | Simon Osborne         | KO tecnico (pugni)                         | Elite Cage Championships 2              | 6 luglio 2012     | 1     | N/A   | Sydney, Australia        |                                          |